# Eddikesyrebakterie
Eddikesyrebakterier (Acetobacteraceae) er en familie af gramnegative bakterier, der findes naturligt i nedfaldne frugter, hvor gærsvampe er begyndt at omdanne sukkeret (fructosen) til ethanol og carbondioxid. Eddikesyrebakterierne leve så af at oxidere ethanolen til eddikesyre (ethansyre)
Eddikesyrebakterier spredes bl.a. med bananfluer.
Eddikesyrebakterier bruges ved fremstilling af vineddike. De tilsættes til færdiggæret vin, som indeholder ethanol, som de kan omdanne til eddikesyre. Brugen af eddikesyrebakterier til fremstilling af eddikesyre i vineddike er en fermentering.